# Wolfsboleet
De wolfsboleet (Rubroboletus lupinus) is een paddenstoel uit de familie Boletaceae. Hij is bekend van eik en tamme kastanje.

## Kenmerken

### Uiterlijke kenmerken
- Hoed: 5–15 cm breed, aanvankelijk halfrond tot kussenvormig. In jonge exemplaren rozeachtig, later dieproze tot scharlakenrood, bij veroudering soms lederen of beige-grijs met groene of gele tinten. Blauw verkleurend bij beschadiging.
- Buisjes en poriën: Buisjes aanvankelijk geel, later groenig-olijf; poriën polygonaal, geelachtig tot oranjerood/donkerrood bij rijping. Bij kneuzing blauw verkleurend.
- Steel: Geel tot geel-oranje, soms met oranje of bruinrode vlekken, meestal zonder netstructuur. Verkleurend naar blauw bij aanraking.
- Vlees: Geel tot goudgeel, blauw verkleurend bij beschadiging.
- Geur: onopvallend of licht schimmelachtig
- Smaak: mild tot licht bitter.

### Microscopische kenmerken
- Basidia: 25–35 × 8–11 µm
- Sporen: Glad, ellipsoïde, olijfgroen in massa, 11,5–15 × 5–6 µm
- Cystiden: flesvormig tot licht knotsvormig, kleurloos, 40 × 3,5–6,25 µm
- Hyfen: aanvankelijk opgerichte, later liggende hyfenuiteinden; hyfendikte 3–6 µm, eindcellen 15–25 µm lang

## Verspreiding
Het is een Europese soort, voorkomend in warme loofbossen, ectomycorrhizaal met eiken en tamme kastanjes.

## Ecologie en toxiciteit
Mycorrhizale soort; giftig, kan maag-darmklachten veroorzaken. Zeldzaam in Duitsland, vooral in het zuiden.

## Vergelijkbare soorten
Kan verward worden met:
- Satansboleet (Rubroboletus satanas) – grijze hoed en donkerrode steel met netstructuur.
- Netstelige heksenboleet (Suillellus luridus) – netstructuur op steel, gele hoed.

## Foto's

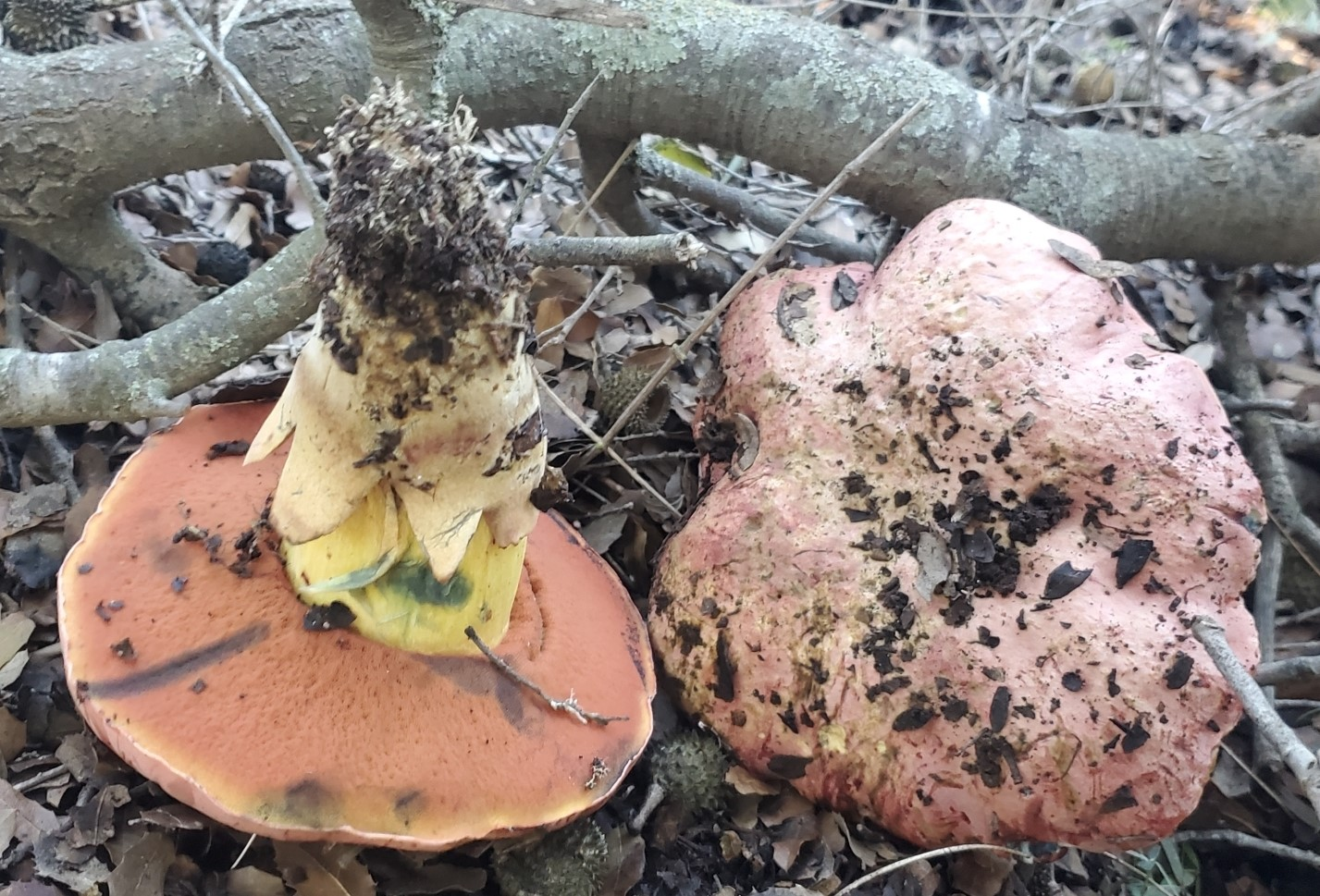
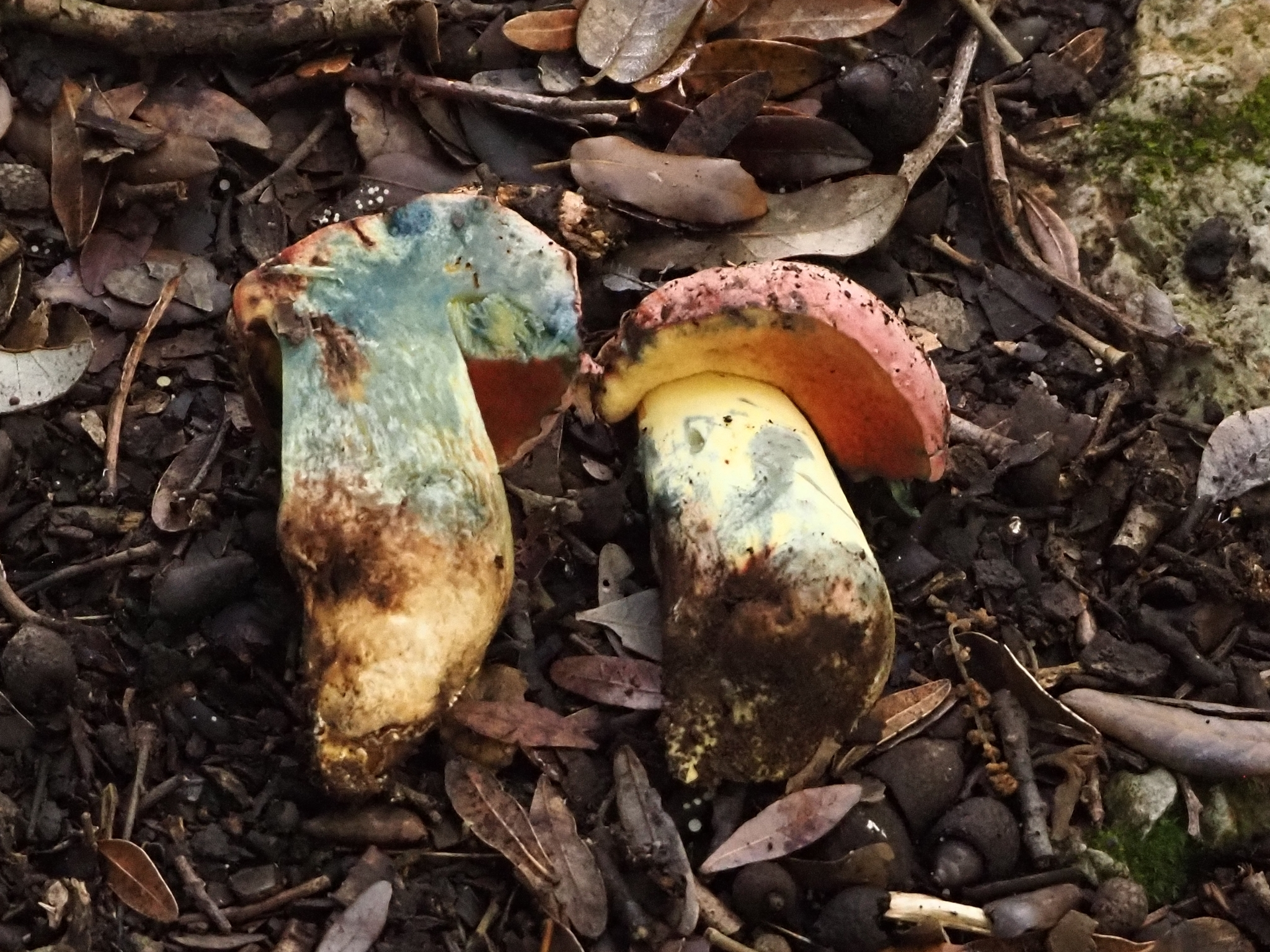
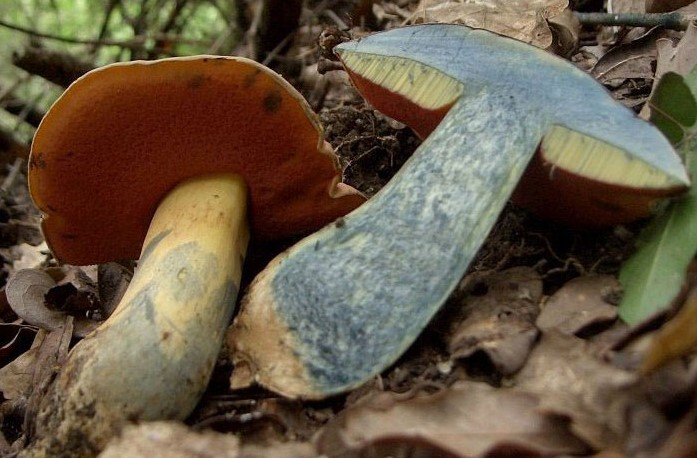